# 2359 Debehogne
A 2359 Debehogne (ideiglenes jelöléssel 1931 TV) a Naprendszer kisbolygóövében található aszteroida. Karl Wilhelm Reinmuth fedezte fel 1931. október 5-én, Heidelbergben.